# Barranc de Passula
El Barranc de Passula (del llatí Passula, pansa) és un dels afluents de la riba dreta del curs mitjà del riu Xaló-Gorgos. També se'l coneix amb les denominacions de barranc de Pedramala o del Negre.

## Descripció física

### Funció delimitadora
El Barranc de Passula constitueix en l'actualitat la línia divisòria entre els termes municipals de Xaló i Alcalalí, però antigament també feia de límit entre les Baronies respectives: la de Xaló a l'est i la d'Alcalalí a l'oest.

### Abundància de marges
El tret paisatgístic més caracteritzador del Barranc de Passula és, sens dubte, l'abundància de marges de pedra seca al seu voltant. Els marges no tan sols delimiten les parcel·les de conreu, sinó que a més serveixen per frenar l'acció erosiva de l'aigua de pluja que, en cas de no existir aquesta protecció, arrossegaria tota la terra dels bancals.
La tradició dels marges constitueix un dels patrimonis culturals més valuosos de la comarca de la Marina Alta i, per tant, cal potenciar l'ús dels murs de pedra seca i difondre les tècniques que s'ampren per a construir-los.

## Tributari del riu Xaló-Gorgos
Aquest barranc recull les aigües del flanc nord de la Serra del Ferrer i les aporta al cabal del riu Xaló-Gorgos en el paratge anomenat "El Toll dels Mestres". Així mateix, el barranc realitza una important funció de drenatge en el cas de pluges copioses, com les que se solen produir durant la tardor.